# Zsulavszky Emil
Zsulavszky Emil (angolul: Emil Zulavsky) (Sátoraljaújhely, 1834 – 1865 után) Kossuth Lajos unokaöccse,  Giuseppe Garibaldi katonája, amerikai hadnagy az amerikai polgárháborúban. Fivérei: Zsulavszky Kázmér, Zsulavszky László, Zsulavszky Zsigmond.

## Élete
Anyja Zsulakovszkyné Kossuth Emilia, Kossuth Lajos harmadik nővére, apja egy könnyelmű lengyel, aki elhagyta családját. Zsulavszky Emil Giuseppe Garibaldi seregében teljesített katonai szolgálatot László nevű bátyjával együtt. Amerikában Zsulakovszkynénak mind a négy fia részt vett az amerikai polgárháborúban az északiak oldalán. Zsulavszky Emil Asbóth Sándor tábornok mellett szolgált mint hadnagy. 1863-ban László nevű bátyja által vezetett 82. számú néger gyalogezredben lett törzsőrmester, majd a szükséges vizsgák letétele után alhadnagy. A 82. néger gyalogezred fő állomás helye Port Hudson mellett, Louisiana államban volt. Itt teljesített szolgálatot Zsulavszky Zsigmond százados is. Emil 1866 szeptember 10-én szerelt le.
Emil az amerikai polgárháború befejezése után hivatásos katonai állományba kérte felvételét, hogy ez sikerült-e, azt nem tudjuk.